# 俺たちに翼はない〜Prelude〜
『俺たちに翼はない〜Prelude〜』（おれたちにつばさはない ぷれりゅうど）は、2008年6月28日にNavelから発売された15禁恋愛アドベンチャーゲームである。当時制作中であった『俺たちに翼はない』の世界観をわかってもらうための前奏という位置付けになっている。通称「プレつば」。

## 概要
『俺たちに翼はない』は当初2008年6月28日に発売が予定されていたが、制作が伸びて延期となったため、その代わりとして本作品が発売された。6月28日にこだわったのは、本作品のメインスタッフである脚本王雀孫、原画西又葵、音楽アッチョリケ、背景斉藤陽子らがかつて関わった『それは舞い散る桜のように』（BasiL）の発売日に合わせたからである。
本編の1年前を舞台にしたプレリュードシナリオ3本＋1本と、本編のプロローグ2本その他を収録している。プレリュードシナリオは全て同じ一日の出来事であり、本編には収録されていない。
Limited Editionの特典として『俺たちに翼はない』の設定資料や今まで発表されたオフィシャルグッズイラスト、販促イラストなどを収録した、オールカラー豪華イラスト集「オリジナルビジュアルコレクション」が付いている。
本編である『俺たちに翼はない』は延期を重ね、2009年1月30日に発売された。
2011年2月25日、『俺たちに翼はない AfterStory』とセットになった『俺たちに翼はない Prelude&AfterStory』が発売された。内容に変更はない。

## ストーリー
様々な人が集う大都市「柳木原」（やなぎはら）。この街では、白い空の下、誰かのありふれた物語が生まれている。冬の季節、そんな柳木原で悩める若者たちの恋物語と群像劇。

### ある日の明日香
本編「羽田鷹志編」に登場するメインヒロイン渡来明日香の視点で語られる一日。
財布を家に忘れた明日香は、昼になってもお金を借りられず、空腹のまま。

### ある日の京
本編「羽田鷹志編」に登場するサブヒロイン山科京の視点で語られる一日。
京はいつも学校へ行くことができず、部屋で寝ているばかりだった。しかし今日は気分が良くなったので、学校へ行くことにした。

### ある日の美咲
本編には登場しないサブヒロイン林田美咲の視点で語られる一日。
朝、美咲は憧れの先輩である羽田鷹志に電車の中で偶然抱きつくことができ、ハッピーだった。

### 千歳鷲介編　プロローグ
本編「千歳鷲介編」のプロローグ。
フリーターである鷲介は、常連であるレストラン「アレキサンダー」のマスターである軽部狩男の頼みにより、壮行会という名の合コンを開くこととなった。出席者は狩男、常連客の鳳翔、「アレキサンダー」のウェイトレスであり主役の望月紀奈子、同じくウェイトレスの日野英里子、そして1年前に「アレキサンダー」で働いていた玉泉日和子だった。

### 成田隼人編　プロローグ
本編「成田隼人編」のプロローグ。
便利屋として動いている隼人に、移動式クレープ屋の店長である春日春恵が紹介したのは、鳳鳴だった。鳴は愛用の自転車を盗まれたため、探しているという。

### ある日の狩男
洋食レストラン「アレキサンダー」のマスターである軽部狩男の視点で語られる一日。メインヒロイン、サブヒロイン、男性サブキャラクターがほぼ総登場する。
クリスマスが近づいて忙しいのに、スタッフの一部が休みを取ってしまい、女性は紀奈子と英里子だけ。二人に責められた狩男が呼んだ助っ人は、春日春恵と米田優だった。

### ブルブル劇場
NavelのブランドキャラクターであるNavel Girls（ネーブルガールズ）のシトラス、ミネオラ・タンジェロ、ポンカンが登場して、本作品の進行をしたり、本編の魅力を語ったりする……はず。合計4本収録されている。

## 登場人物
※ここで書かれている内容は、羽田小鳩を除き『俺たちに翼はない〜Prelude〜』に出てくる情報のみを記載している。詳細な情報については、本編である『俺たちに翼はない』を参照のこと。またここでは、羽田鷹志、牧師、エージ、真聡を除いて『俺たちに翼はない〜Prelude〜』のキャスト紹介で出てきた順番通りに紹介している。
羽田 鷹志（はねだ たかし）
声：－
本編「羽田鷹志編」主人公。私立美空学園3年生。
「ある日の明日香」時点では2年A組で学級委員長。1年の時から渡来明日香と付き合っていることになっているが、実際にはほとんど話をしたことがない。クラスの誰とも距離を置いている。想像力たくましく、何をされても笑って許せる心の広い人物、と明日香からは思われている。
渡来 明日香（わたらい あすか）
声：森谷実園
身長：158cm。3サイズ：84/57/83。
本編「羽田鷹志編」メインヒロイン。美空学園3年生。
「ある日の明日香」時点では2年A組で美化委員。一般人離れした美貌と抜群のプロポーションから、「美空学園のプリンセス」と呼ばれているが、実際は人間嫌いの八方美人。マンションに一人暮らし。1年の頃から羽田鷹志と付き合っていることになっているが、実際にはほとんど話をしたことがなく、まわりからも実質フリー状態と思われている。
山科 京（やましな みやこ）
声：たなかりお
身長：164cm。3サイズ：82/56/82。
本編「羽田鷹志編」サブヒロイン。美空学園3年生。家はたばこ屋。
「ある日の京」時点では2年A組で明日香のクラスメイト。精神病疾患のため、メンタルヘルスクリニックに2年以上前から通っており、学園は休みがち。普段は臆病で暗いが、たまにテンションが高くなる。インディーズロックバンド「ロックバード」のライブに通い、ファン・コミュニティではハンドルネーム「瑠樺」（るか）で即興詩を書き込んでいる。「あのひと」を失ったためか、両手首には傷がある。
林田 美咲（はやしだ みさき）
声：遠野そよぎ
身長：156cm。3サイズ：85/57/86。
本編には登場しないサブヒロイン。美空学園2年生。
「ある日の美咲」時点では1年B組。茶道部員。玉泉日和子の親友。日和子のことは「タマちゃん」と呼ぶ。羽田鷹志のことが好きなのだが、渡来明日香と付き合っていると聞いているため、告白することができない。
玉泉 日和子（たまいずみ ひよこ）
声：五行なずな
身長：161cm。3サイズ：88/60/89。
本編「千歳鷲介編」メインヒロイン。美空学園2年B組。昨年の4月から10月まで洋食レストラン「アレキサンダー」でウェイトレスとして働いており、紀奈子の代わりとして12月から再び働くこととなる。生真面目で几帳面だが、融通が利かない。自分が正しいと思ったら、先輩だろうが先生だろうが真っ向から反論するが、実は相手の目を見て話せない。近眼で、学園以外ではメガネをかけている。学園では大っぴらに言っていないが、1年生の時にペンネーム「細川玉木」でデビューした。処女作は甘いラブストーリーである「ほほえみインサイド」。
「ある日の美咲」時点では1年B組。美咲のことは「リンダ」と呼ぶ。明日香は同じ美化委員の先輩。
鳳 鳴（おおとり なる）
声：籐野らん
身長：148cm。3サイズ：78/54/78。
本編「成田隼人編」メインヒロイン。蒼穹女学院1年生。愛嬌のある八重歯の持ち主。童顔で背は小さく幼児体型。滑舌はよいが、語尾を延ばす癖がある。見かけはとろそうだが、元陸上部のせいか意外とすばしっこい。「ほほえみインサイド」は愛読書の一つ。勉強も得意でお菓子大好き。LR2001から隼人の事を聞き、春日春恵を通じて盗まれた赤い自転車の捜索を依頼する。
羽田 小鳩（はねだ こばと）
声：みなせがわゆい
身長：145cm。3サイズ：72/57/78。
本編メインヒロイン。羽田鷹志の妹。蒼穹女学院付属1年生。
ある日の狩男」シナリオ内で真聡にスカートを捲られ、白地にオレンジのストライプを晒されたうえに「しましまパンツ～しましまパンツ～♪」と歌を歌われてしまい泣き出す。（女性陣の機転により、狩男には見られずに済んだ）
千歳 鷲介（ちとせ しゅうすけ）
声：泉菊之介
本編「千歳鷲介編」主人公。「アレキサンダー」の常連客。表向きは陽気で社交的な性格。様々なアルバイトで日々を気ままに暮らしている貧乏フリーター。サービス業のために生まれてきたようなタイプで、ピエロになりきろうとして行動しているが、意外と空気を読んで引くところは引き、周りの人への気遣いを見せる。望月紀奈子の3回目の壮行会後に、「アレキサンダー」でアルバイトをすることになる。
成田 隼人（なりた はやと）
声：縦溝精史
本編「成田隼人編」主人公。年齢は二十歳くらい。無駄に態度がでかく、口は悪い自称ハードボイルドだが、今一つクールに成りきれない人の良さがある。人見知りが激しい内弁慶で、人と深く付き合うことが苦手。交通費込み900円で何でもする「街の便利屋さん」で、通称「成田工務店」。春日春恵を窓口としている。しかし仕事がなかなか来ないため、普段は肉体系労働のアルバイトをしている。暗くならないと姿を見せないため、「ドラキュラ」略して「ドラ」と呼ばれている。ボクシングの嗜みがあるらしく、結構強いのだが、「じいさん」との約束で喧嘩はしない。「柳木原フレイムバーズ」の面々とは1年前に知り合った。羽田兄妹や千歳鷲介とは知り合い。
望月 紀奈子（もちづき きなこ）
声：上田はるこ
身長：165cm。3サイズ：91/62/90。
本編「千歳鷲介編」サブヒロイン。宿木ゼミナール私立文系Ａクラスに在籍の現在二浪中。受験代を稼ぐためにアルバイトで「アレキサンダー」のウェイトレスをしており、受験のため毎年12月にはバイトをやめている。衝突することが多い英里子と日和子の仲介役。穏やかで真面目な性格だが、茶目っ気もありノリもいい。グラマーな体の持ち主。時々、郷の方言が混じる。趣味はカラオケ。得意技は「横ぴぃーす☆」。実家は苺農家。
『電撃G's magazine』（メディアワークス）上でデザインが募集され、2005年8月号に採用案が掲載された。
日野 英里子（ひの えりこ）
声：春奈有美
身長：164cm。3サイズ：83/56/82。
本編「千歳鷲介編」サブヒロイン。天神大学経済学科1年生で、今時のギャルっぽい性格や格好をしており、「アレキサンダー」のウェイトレスのバイトをしている。日和子とは衝突することが多い。口は荒くて手も荒い。合コン好きで「コンパ潰しのエリー」を自称する。今時の女子大生タイプだが、いい加減に見えて実は意外に真面目で努力家。
米田 優（よねだ ゆう）
声：井村屋ほのか
身長：166cm。3サイズ：85/61/87。
本編「千歳鷲介編」サブヒロイン。祥玄社から出ている若い男性向けファッション雑誌「メンズフリーズ」の編集者2年目。出来る女の格好をしているが、失敗も多い。鷲介には時々コラムの仕事を廻している。寝起きは非常に悪い。軽部狩男は先輩にあたる。若かりし頃はコスプレイヤー。
香田 亜衣（こうだ あい）
声：沢村かすみ
身長：164cm。3サイズ：78/58/84。
本編「成田隼人編」サブヒロイン。蒼穹女学院1年生。今時のコギャル系の女の子。お嬢様学院に馴染めず、繁華街で遊んでばかりいるが、根は真面目で深入りはしない。LR2001達からは「コーダイン」と呼ばれている。幼なじみの森里和馬と遊ぶことが多いが、実は隼人に惚れている。しかし隼人は二人が付き合っていると勘違いしているので、相手にされていない。1年で偏差値を10以上も上げてお嬢様学院に入学するなど、その気になればやるタイプ。秘密にしているが、厚い胸パッドをしている。
『電撃G's magazine』上でデザインが募集され、2005年9月号に採用案が掲載された。
春日 春恵（かすが はるえ）
声：三つ葉
身長：169cm。3サイズ：89/63/91。
本編「成田隼人編」サブヒロイン。柳木原の繁華街で移動式クレープ店「パルクレープ」を経営している女店主。愛称「パル」「パル姐さん」。下町生まれで、柳木原育ち。言葉は荒く気性は激しいが、面倒見のよい性格。製菓学校を卒業後、実家近くのケーキ屋で2年間働いた後に、店を出した。実家はもんじゃ屋。桃色好き。軽部狩男にはお天道様の下では語れないような前の仕事の時に世話になった。
高内 昌子（たかうち まさこ）
声：あおいろとうこ
身長：160cm。3サイズ：85/58/84。
本編「羽田鷹志編」サブヒロイン。美空学園3年生。
「ある日の明日香」時点では2年A組の学級委員で、茶道部の幽霊部員。クラス女子のボス的存在。口が悪く攻撃的なので敵は多いが、全く気にしていない。
アリス
声：佐々留美子
身長：134cm。3サイズ：秘密。
本編「成田隼人編」サブヒロイン。金髪碧眼の異国の少女。ランドセルを背中にしょって、ゴスロリの服を着て、繁華街を歩き回っている。日本語を話すことは出来るが、文法は今一つ。父は日本に駐在している外交官。クラスにはなじめないらしい。
鳳 翔（おおとり かける）
声：十利須我里
本編「千歳鷲介編」に登場。名前欄では「カケル」となっている。「アレキサンダー」の常連客。容姿と体型と身長に恵まれた、クールな青年。イラストレイターで、イラストを描くときの名前は「鳳凰寺カケル」。本人にも作品にもオーラが漂っているが、無礼で無愛想で自分にしか興味がない。顔がよいため周囲の人気は高いが、敵も多く、鳳凰寺カケル専用の掲示板やスレでは非難囂々。父親から毎月多額の金が振り込まれるらしい。
本編「成田隼人編」に登場。鳳鳴の兄。ただし、小さい頃から別々に暮らしている。柳木原の若手不良集団をまとめた、「私設自警団・柳木原フレイムバーズ」（YFB）の筆頭代理。通称は「皇帝」「エンペラー」。得意技はチョークスラム。高級ホスト系のハイブランドで全身を固めており、ゴールドの髪を荒々しく逆立てており、芝居がかった声と口調で話しかけてくる。隼人のことがお気に入り。毎月使い切れないぐらいの金が振り込まれている。柳木原のヤクザとも深いパイプを持っている。
針生 蔵人（はりう くろうど）
声：鳩万軍曹
「ある日の明日香」時点では美空学園3年生。色黒の美男子。明日香とは付き合いが長く、隠されている本性も知っている。全国レベルの学力の持ち主で、1年時には陸上で賞も取っている。しかし独善的で協調性が無く、気が向いたときにしか授業に出席しない。先輩10人に囲まれて返り討ちにしたことから、付いたあだ名が「インテリヤクザ」。秘密にしているが、インディーズロックバンド「ロックバード」のドラム。
本編「成田隼人編」に登場。ガード下で、ジェンベというアフリカのパーカッションを鳴らしている。そのときの名前は「ハリュー・クロード」。
森里 和馬（もりさと かずま）
声：小池竹蔵
本編「成田隼人編」に登場。「私設自警団・柳木原フレイムバーズ」のパシリで、通称は「ペガサス」「ペガ」。美空学園3年生の落ちこぼれクラス。茶髪ロン毛。実力が無いため空回りするタイプ。普段の発言は、茶化すか冷やかすか。1年前に翔に拾われて以来、夜は柳木原の繁華街を遊び歩いている。香田亜衣とは幼なじみで、一緒に遊ぶことが多い。隼人にはいつもつっかかっている。携帯電話オタク。
「ある日の京」時点では京と同じメンタルヘルスクリニックに通っている。
軽部 狩男（かるべ かるお）
声：堀畑靖
本編「千歳鷲介編」に登場。レストラン「アレキサンダー」花水木通り店のマスター。35歳。半年後には結婚の予定。変人で、女の子大好き。職場でも下品なセクハラ発言を連発するが、相手にしてもらえない。しかし、計算付くの行動を取っていることも多い曲者。仕事が入れば真面目になる。鶴岡工業の初代番長で、当時の異名は「白バイ狩男」「殴り殺し狩男」。
プラチナ
声：島崎比呂
本編「成田隼人編」に登場。爽やか美形の凄腕ＡＶ女優スカウトマン。柳木原の繁華街で、これはと思った道行く女性に声をかけまくっている。今まで付き合った女性は数えきれず。人懐っこく、礼儀正しいが、腹黒。昔は役者を目指していた。
マルチネス
声：タピオカパン
本編「成田隼人編」に登場。柳木原の繁華街でシルバーアクセサリーの露天を開いている、がたいのよい黒人。アリスの友達。ややオネエ言葉だが日本語は達者。昔はロサンゼルスのクレンショーに住んでおり、そこそこ名の通ったデザイナーだったらしい。東洋美術の研究目的で日本に渡航した。
LR2001（えるあーるにせんいち）
声：魔梵
本編「成田隼人編」に登場。「私設自警団・柳木原フレイムバーズ」の幹部。『アンコモン』の4代目で本名は左右田仙一（そうだ せんいち）。B系ファッションの大男でスキンヘッド。喋り方は常にラップ調の、ヒップホップ系ストリートギャング。自称ロス育ち。
名前のLR2001は、本名をもじったものと思われる。L（左）R（右）2（田→｛1+1=｝）001（仙一）。
チケドン
声：Skay bay Dan
本編「成田隼人編」に登場。「私設自警団・柳木原フレイムバーズ」の幹部。『リディム』を仕切っている。本名島袋寛（しまぶくろ ひろし）。ドレッドヘアのレゲエ系。南米産で独特の香りがする手巻き煙草をいつも口にくわえている。
バニィD（ばにぃでぃ）
声：我妻鉄生
本編「成田隼人編」に登場。「私設自警団・柳木原フレイムバーズ」の幹部。本名は土門大輔（どもん だいすけ）。鶴岡工業機械科3年。ガングロ、銀髪ロン毛のラテン系。見た目はチャラチャラしているが、空手の有段者。鶴岡工業では2年のときから番を張っている。
ヨーゼフ
声：コマッチョ六本木
ヴィジュアル系の風貌。異端審問の牧師のような喋り方をするが、女性の裸絡みになると素に戻る。
満夜（みちや）
声：少林寺アキラ
ヨーゼフ、狂夜の仲間。彼等のブレーキ役。
狂夜（きょうや）
声：森本有紗
ヨーゼフ達の仲間。女性だが、自分のことを「僕」と言う。狂信者のような喋り方をする。
本編「成田隼人編」に登場。「ハリュー・クロード」が、ジェンベを鳴らしているときの聴衆の1人。
牧師（ぼくし）
声：加藤三郎
本編「成田隼人編」に登場。隼人が小さい頃通っていた教会の老牧師。住宅地の真ん中にある小さな教会で、平日の午後は一階の集会所や遊戯室を地域の住民に開放していた。喧嘩や人生観など、色々な面で隼人の師。
エージ
声：高砂＄子
本編「成田隼人編」に登場。隼人にろくでもない仕事ばかりを紹介する仲介人。ヒモのチンピラ。声のみの登場で、立ち絵はない。
シトラス
声：籐野らん
NavelのブランドキャラクターであるNavel Girlsの一人。「ブルブル劇場」で登場。物語には髪の毛一本たりとも登場しない。『俺たちに翼はない』で一番好きなキャラクターは鳳鳴で、特に声がよいとのこと。
ミネオラ・タンジェロ
声：星咲イリア
NavelのブランドキャラクターであるNavel Girlsの一人。「ブルブル劇場」で登場。物語には一切登場しない。先代のミネオラが母の仕事の都合で遠いところへ引っ越したため、Navel Girls研修生の中から初代に近い性格の娘が選ばれた。ポンカンよりは先輩。
ポンカン
声：吉野なつき
NavelのブランドキャラクターであるNavel Girlsの見習い。「ブルブル劇場」で登場。物語には一切登場しない。見習いでは生活が苦しいため、「ブルブル劇場」ではADのアルバイトをしている。Navel Girlsは世襲制で、今のポンカンは5人目らしい。
※シトラス、ミネオラ・タンジェロ、ポンカンについては、Navelのブランドキャラクターを参照。
真聡（まさと）
声：籐野らん
Navel全作品に登場する常連端役。謎のスカートめくり少年。彼に捲られる女性の下着（パンツ）はいつも縞々模様のものである。今回、被害に遭うのは羽田小鳩。

## 製作スタッフ
- 制作：Navel
- 企画・脚本：王雀孫
- 原画：西又葵
- 音楽：アッチョリケ
- CG監修・CG彩色・背景：斉藤陽子
- システムグラフィック・CG彩色：水面+No,4
- 背景美術：あらごん
- ディレクションプログラム：Ellefin
- スクリプト：森林彬
- アニメーション制作：アスリード

### 主題歌
- 『Sky Sanctuary』

作詞：西又葵、作曲・編曲：アッチョリケ、歌：橋本みゆき

## ゲームシステム
「ブルブル劇場」→「ある日の明日香」「ある日の京」「ある日の美咲」→「ブルブル劇場」→「千歳鷲介編　プロローグ」「成田隼人編　プロローグ」」→「ブルブル劇場」→「ある日の狩男」→「ブルブル劇場」→「オープニングアニメーション」→「スタッフ紹介」の流れとなっている。

## 関連商品

### CD
ボーカルCD
- 『Sky Sanctuary』 テーマソング

歌：橋本みゆき 　2008年7月23日発売　 品番：LACM-4521
本編でも挿入歌として使用されている。

### コミカライズ
俺たちに翼はない〜Prelude〜
2009年2月10日発売 <ISBN 978-4-04-715199-4>
原作：Navel　作画：日下皓
『コンプティーク』（角川書店）2008年9月号から2009年1月号まで連載。「ある日の〜」シリーズ4本をまとめた内容である。

### カードゲーム
Lycee
シルバーブリッツのトレーディングカードゲーム、Lyceeに参戦している。収録エキスパンションは、Navel1.0など。